# Ödinghausen (Wüstung)
Koordinaten: 51° 22′ 43″ N, 9° 15′ 43″ O
Ödinghausen (auch Oedinghausen) ist eine Wüstung in der Gemarkung von Escheberg, einem Stadtteil von Zierenberg im Landkreis Kassel, Nordhessen.

## Lage
Das kleine Dorf befand sich auf Höhe 306 m über NHN etwa 3 km westnordwestlich der Kernstadt von Zierenberg unmittelbar südlich des Wachtkopfes (320 m) und ostnordöstlich des Rohrküppels (353 m) im Quellgebiet des damals „Landwehrgraben“ genannten Baches, der südöstlich des Guts Rangen in die Warme mündet. Im Süden erhebt sich das Massiv des Kleinen (531,8 m) und Großen Gudenbergs (568,7 m). Unmittelbar südlich am Ort vorbei führte später die den Gudenberg-Komplex nördlich umgehende Landstraße von Zierenberg nach Oberelsungen, die heutige L 3214, und von dieser zweigte unmittelbar westlich des Orts die Straße nach Escheberg ab, die heutige K 87. Mit Bezug auf die heutige Verkehrsinfrastruktur befindet sich die ehemalige Ortslage im Dreieck zwischen der Kreisstraße 87, der Bundesautobahn 44 (Dortmund–Kassel) und der Bahnstrecke Volkmarsen–Vellmar-Obervellmar der nordhessischen RegioTram Kassel. 

## Geschichte
Der Ort findet als „Eddinchusen“ im Jahre 1261, zur Zeit des Thüringisch-hessischen Erbfolgekriegs, in einer Urkunde des Klosters Hasungen erstmals Erwähnung. Da die miteinander verwandten Herren von Gudenberg und Wolff von Gudenberg schon damals Besitz dort hatten, war der Ort offenkundig bereits früher besiedelt. 
Im 15. Jahrhundert befand sich das Kirchdorf „Ödinghausen“ (auch „Odinghusen“) als kurmainzisches Lehen jeweils hälftig im Besitz der Uradelsgeschlechter der Gudenberg und der Wolff von Gudenberg. Anfang des 16. Jahrhunderts wurde der Ort wüst. Als Eberhard von Gudenberg, der letzte männliche Spross seines Geschlechts, 1534 starb, kam seine Hälfte des Orts an seinen Schwiegersohn, den landgräflich-hessischen Marschall Hermann von der Malsburg, der den Ort ab 1545 wieder von sechs Bauern besiedeln ließ. Im Jahre 1550 kaufte er die Hälfte der Wolff von Gudenberg hinzu: Die Bauern wurden abgefunden und an der Stelle des einstigen Weilers wurde ein herrschaftlicher Gutshof errichtet. Die Kirche stand noch bis zum Ende des 16. Jahrhunderts.
Gegen Ende des 17. Jahrhunderts wurde eine Hälfte, im Jahre 1711 auch die zweite Hälfte des Hofs an Landgraf Karl von Hessen-Kassel verpfändet. 1787 wurde der Hof von den Herren von der Malsburg wieder eingelöst.
1965 wurde der Hof im Zuge des Baus der Autobahn A 44 niedergelegt.